# George Bridgetower

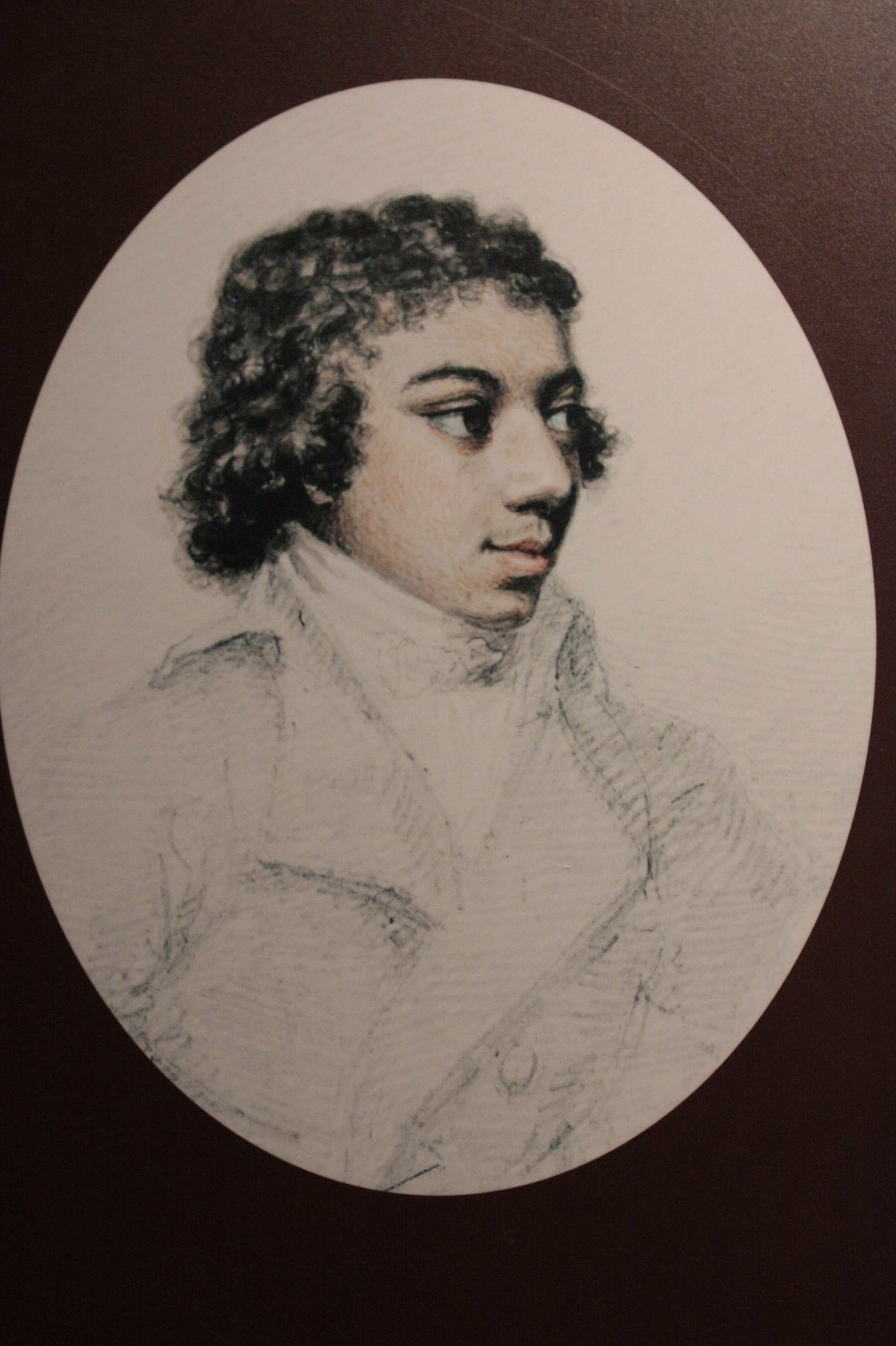
Portret van Bridgetower van de hand van Henry Eldridge, 1790

George Polgreen Augustus Bridgetower (29 februari 1780 – 20 februari 1860) was een Pools violist van gemengdbloedige afkomst.

## Jeugd
Hij was de zoon van een West-Indische dienaar van de Hongaarse graaf Esterhazy (de broodheer van Joseph Haydn) en een Poolse bediende. Reeds als kind toonde hij grote aanleg voor muziek.  In 1789 gaf hij een concert in Engeland, waar hij de aandacht trok van de Prins Regent (de latere koning George IV van het Verenigd Koninkrijk), die zich vervolgens bekommerde om zijn verdere muzikale opleiding. Hij speelde enige tijd in een orkest van de Prins Regent  en ontwikkelde zich tot viool-virtuoos. In 1803 maakte hij een concertreis naar Wenen, waar hij Ludwig van Beethoven ontmoette.

## Kreutzersonate
Beethoven was zo onder de indruk van het talent van Bridgetower dat hij aan hem zijn beroemde vioolsonate nr. 9 in A majeur opdroeg, met de gekscherende woorden "per uno mulattico lunatico" ("aan een waanzinnige mulat"). Nadat Beethoven en Bridgetower samen deze sonate hadden gespeeld, kregen ze ruzie, omdat Bridgetower een schampere opmerking maakte over een vrouw die Beethoven dierbaar was. Het lichtgeraakte genie verbrak daarop alle contacten met Bridgetower en droeg zijn sonate vervolgens op aan de man die als Europa's grootste viool-virtuoos bekendstond, Rudolphe Kreutzer.
Nadat hij een blik op de partituur geworpen had, verklaarde Kreutzer dat het stuk "onspeelbaar" zou zijn. Hij heeft de sonate nimmer in het openbaar gespeeld. Het is erg jammer dat Beethoven en Bridgetower ruzie gekregen hebben, want Bridgetower was kennelijk zeer wel in staat tot het spelen van deze sonate die voortaan niet als "Bridgetowersonate" maar als "Kreutzersonate" de geschiedenis zou ingaan.

## Terug naar Engeland
Bridgetower woonde vervolgens enige tijd in Oostenrijk, voordat hij naar Engeland terugkeerde. Daar trouwde hij en vervolgde hij zijn muziekstudies. Hij gaf ook muzieklessen en speelde in het orkest van de Royal Philharmonic Society.

## Composities
Bridgetower componeerde ook een aantal eigen werken. Een lijst van zijn composities kan worden gevonden in een artikel van Dominique-René de Lerma in  het "Black Music Research Journal", Vol. 10, No. 2, herfst 1990.  
Een van zijn werken is  Diatonica armonica voor piano,  dat in London in 1812 werd uitgegeven.  Een ongedateerde compositie, die ook in Londen werd uitgegeven, is  Henry:  A ballad,  for medium voice and piano.
- Bibliothèque nationale de France: cb160187858 (data)
- Gemeinsame Normdatei: 118958291
- International Standard Name Identifier: 0000 0001 1670 1803
- Library of Congress Control Number: n2005008505
- MusicBrainz: 882a29d7-b781-4a6a-804f-f14cf3705704
- Nationale Bibliotheek van Tsjechië: ola20241244799
- Nationale Bibliotheek van Israël: 987007461318105171
- Nederlandse Thesaurus van Auteursnamen: 318578980
- SNAC: w68q6pkq
- Système universitaire de documentation: 198365535
- Virtual International Authority File: 72193900
- WorldCat: E39PBJrrwVcfPFg9xRPVJyMByd